# 亞馬遜小油鯰
亞馬遜小油鯰，為輻鰭魚綱鯰形目鼬鯰科的其中一種，為熱帶淡水魚，分布於南美洲秘魯亞馬遜河流域，體長可達5.2公分，棲息在底層水域，生活習性不明。

## 扩展阅读
維基物種上的相關：亞馬遜小油鯰